# Ананда (князь Аньси)
Ананда (монг. Хиад Боржигин Ананд?, ᠠᠨᠠᠨᠳᠠ?; ? — 1307) — монгольский принц из династии Юань, сын Мангалы, князя Аньси (? — 1280), третьего сына монгольского хана Хубилая.

## Биография
Царевич Ананда был преданным мусульманином. По словам персидского историка Рашида-ад-Дина Хамадани, он был воспитан мусульманином из Центральной Азии по имени Хасан. Под влиянием своего отчима Ананда стал мусульманином. Монгольский хан Тэмур, двоюродный брат Ананды, попытался обратить Ананду в буддизм, обнаружив, что Ананда проповедует ислам в Северо-Западном Китае, где находилось его владения. Поступок князя был воспринят как неортодоксальный, поскольку большинство монголов были связаны с буддизмом. Однако персидский ильхан Газан-хан, еще один член семьи Чингисхана, также был обращен в ислам. Ананда упомянул Газан-хана, когда его вызвали к императорскому двору. Тэмур не смог изменить мнение Ананды и решил терпимо относиться к его религиозной практике.
Отец Ананды был тесно связан с регионом Хэси, Тибетом и провинцией Сычуань. Обширные феодальные владения сделали Ананду конкурентоспособным игроком в политике Китая. Он собрал собственное войско у своего шатра и обратил своих солдат в ислам. Центр владения Ананды находился в горах Люпань на северо-западе Китая, где Чингисхан провёл свои последние дни. Официальным титулом Ананды был князь Аньси.
В 1295 году Ананда отвечал за защиту китайских владений Юаньской империи от вторжений Хайду. После смерти Тэмура Ананда стал одним из претендентов на вакантный императорский престол. Он был назначен регентом Китая при поддержке левого канцлера Акутая. Однако его амбиции были сорваны принцем Хайсаном и правым канцлером Караэсуном в 1307 году. В том же году Ананда был казнен Хайсаном.
План узурпации Ананды, на первый взгляд, был предотвращен Хайсаном. Однако, согласно Юань ши, Аюрбарибада младший брат Хасана, прибыл в Ханбалык, где арестовал Ананду и заключил его в тюрьму.
После его поражения и смерти мусульманское население под его властью осталось и стало одним из главных источников китайской народности Хуэй. Его энтузиазм в исламе также сделал его одной из самых важных религий в Северо-Западном Китае.
У Ананды был сын, Ерутемур (? — 1332), который унаследовал его титул и стал третьим князем Аньси.